# Heliophanus lesserti
Heliophanus lesserti là một loài nhện trong họ Salticidae.
Loài này thuộc chi Heliophanus. Heliophanus lesserti được Wanda Wesołowska miêu tả năm 1986.